# Schwerin (Schiff, 1979)
Die Schwerin ist ein Tagesausflugsschiff, das von der Reederei Weiße Flotte (Schwerin) auf den Schweriner Seen in Mecklenburg betrieben wird.

## Baugeschichte
Das 1979 gebaute Schiff mit der Seriennummer 60 (DDR-interne Registriernummer P-122) gehört zur Baureihe Binnenfahrgastschiff (BiFa) Typ III, der sogenannten „Raubvogelklasse“, einem Projekt des „VEB Yachtwerft Berlin“ in Köpenick. Der Serienbau begann 1976 beim VEB Yachtwerft Berlin (58 Schiffe) und beim VEB Elbewerften Boizenburg/Roßlau (2 Schiffe); mit insgesamt 60 Schiffen war die „Raubvogelklasse“ eine der größten Schiffbauserien der DDR. Die Hauptabmessungen dieses Schiffstyps waren so konzipiert, dass er auf nahezu allen Binnenwasserstraßen der DDR einsetzbar war und im Landtransport zu geschlossenen Gewässern gebracht werden konnte. Das hydraulisch absenkbare Ruderhaus ermöglichte die Durchfahrt unter niedrigen Brücken.
Der Schiffsrumpf der Schwerin wurde aus im VEB Yachtwerft Berlin vorgefertigten Platten im Betriebsteil Roßlau des VEB Elbewerften Boizenburg/Roßlau zusammengeschweißt. Er hat zwei wasserdichte Querschotten. Die Dicke der Außenhautplatten beträgt 6 mm im Bereich der Maschinenfundamente und des Kraftstoffbunkers, ansonsten 5 mm. Der Rumpf war Mitte Juni 1979 fertig und wurde dann auf einen Spezialponton verladen und im Schlepp zum Hauptbetrieb in Boizenburg überführt. Dort traf er am 19. Juni 1979 ein und wurde auf Helling gesetzt. Am 25. Juni 1979 begann der Weiterbau bis zum Eigengewicht von 40 Tonnen. Das Schiff (Baunummer 368) wurde am 3. August 1979 mit dem Hellingkran vom Stapel gehoben und danach am Ausrüstungspier in Boizenburg fertiggebaut.

## Technische Daten

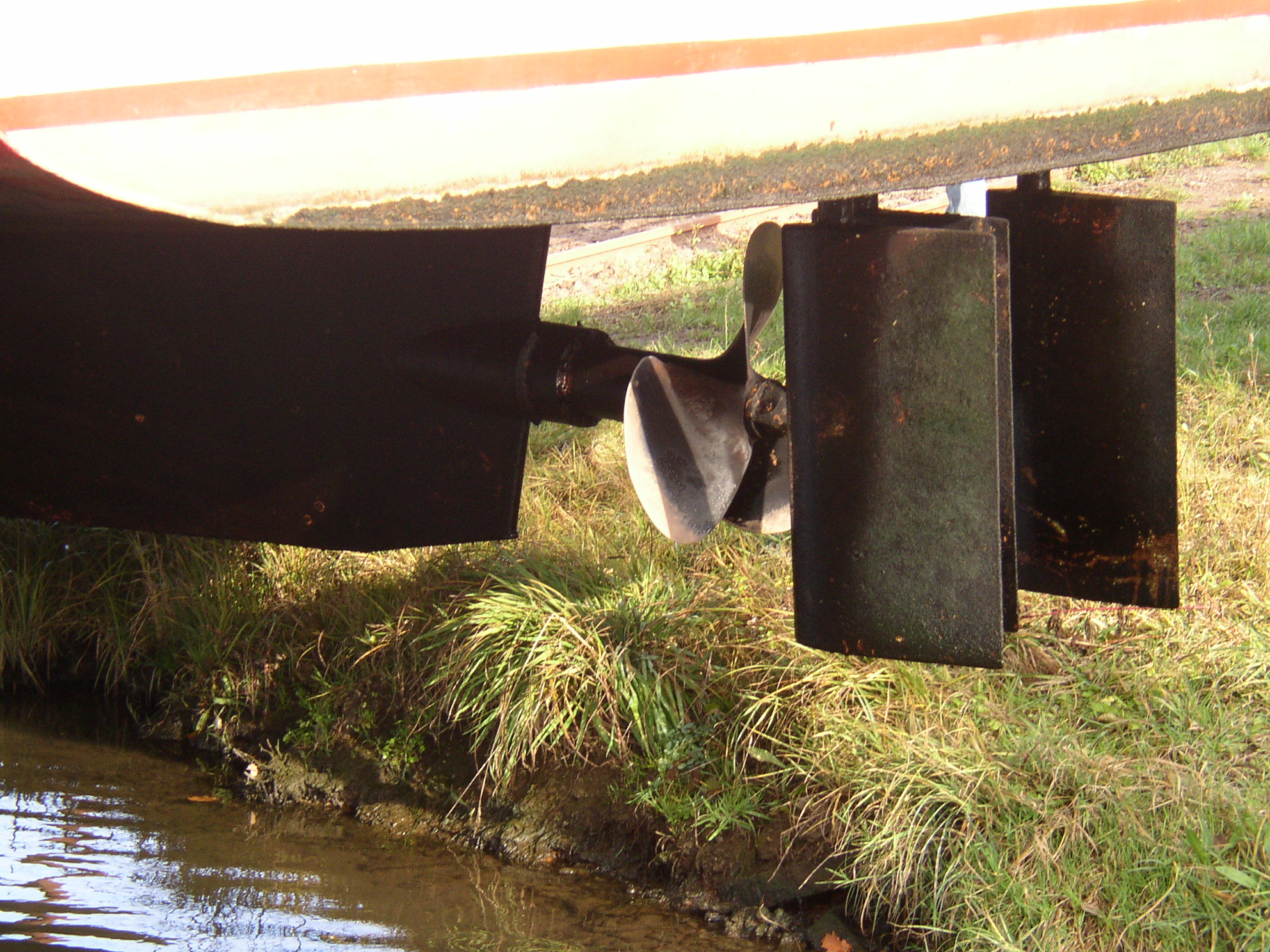
Dreiflächen–Ruder Typ Jenkel

Das Schiff war ursprünglich 28,50 m lang (über alles, 27,30 m in der Konstruktionswasserlinie) und 5,10 m breit (4,88 m auf Spant), hatte leer 0,90 m und beladen 1,10 m Tiefgang und eine Seitenhöhe von 1,35 m und verdrängte 74,99 Tonnen. Die Tragfähigkeit betrug 61,5 Tonnen. Ein 6-Zylinder-Viertakt-Dieselmotor des Typs 6 VD 14,5 der Firma „Dieselmotorenwerk Schönebeck“ (DMW Schönebeck) von 122 PS ermöglicht über eine Schraube eine Höchstgeschwindigkeit von 18 km/h (9,7 Knoten); allerdings beträgt die normale Geschwindigkeit im Linienverkehr lediglich 15,0 km/h (8,1 kn) und im Rundverkehr sogar nur 10,0 km/h (5,4 kn). Die Steuerung erfolgt über ein Jenckel-Dreiflächen-Ruder. Für die interne Energieversorgung sorgt ein 59-PS-Hilfs-Dieselmotor des Typs VD 14,5 von DMW Schönebeck. Die Fahrgastausstattung bestand aus zwei Fahrgasträumen auf dem Hauptdeck mit 24 Sitzplätzen im Bugsalon und 50 Sitzplätzen im hinteren Fahrgastraum sowie einem Oberdeck bzw. Sonnendeck mit 40 offenen Sitzplätzen.

## Einsatzgeschichte
Die Schwerin wurde am 21. September 1979 fertiggestellt und am 4. Oktober 1979 über die Dömitz-Schleuse, die Elde und den Störkanal nach Schwerin überführt. Nach einigen vorbereitenden Probefahrten am 7. Oktober 1979 erfolgten die offizielle Übergabe und Indienststellung durch den „VE (K) Nahverkehrsbetrieb Schwerin/Bereich Weiße Flotte“. Als Flaggschiff der Flotte führte die Schwerin dann in den Sommermonaten Linien- und Rundfahrten auf den Schweriner Seen durch.
Nach der Wiedervereinigung Deutschlands wurden die Schiffe der Schweriner Weißen Flotte im Jahre 1992 von der Treuhandanstalt an private Eigner verkauft, die „Weisse Flotte Fahrgastschifffahrt Schwerin GmbH“. Diese ließ das Schiff 1994 auf der Berliner Werft der Deutsche Binnenwerften GmbH (DBW), ehemals VEB Yachtwerft Berlin, um rund 10 Meter auf insgesamt 39,54 m (über alles) verlängern und die Innenausstattung renovieren und modernisieren. Damit erhöhte sich die Passagierkapazität auf 120 Sitzplätze unter Deck und 112 Plätze auf dem Sonnendeck. Die Schwerin ist das einzige Schiff dieser Serie, das in Deutschland verlängert worden ist. Mit einer Besatzung von zwei Mann und zwei gastronomischen Mitarbeitern fährt die Schwerin seitdem wieder auf den Schweriner Seen und Gewässern. Bis 2001 war sie noch das Flaggschiff der Flotte.